# نیکولتا دانیلا شوفرونیه
نیکولتا دانیلا شوفرونیه (به انگلیسی: Nicoleta Daniela Șofronie) ژیمناست زادهٔ ۱۲ فوریهٔ ۱۹۸۸ میلادی اهل کشور رومانی است.